# 天道盟文山會
天道盟文山會，是臺灣犯罪組織天道盟旗下的分會，勢力範圍在台北市文山區，於1994年創立。1997年，由會長翁明勇領眾，至台北市警察局辦理自首後解散。

## 簡介
文山會活動範圍在文山、大安、新店、深坑一帶。此地原有許多角頭活動，羅福助就出身於此。1994年3月1日，文山地區的十五分幫（或寫作十五份幫）等角頭於台北市通化街「幸福海產店」，組成文山會，加入天道盟。
1997年1月22日，文山會的幫眾由會長翁明勇率領至台北市政府警察局文山分局辦理自首後解散，是天道盟首個辦理幫派自首的組織。
台灣《蘋果日報》曾於2021年引述不具名幫派份子，稱翁明勇在犯案短暫潛逃至中華人民共和國期間，曾委託其友人黃承國擔任天道盟文山會長。警方未證實此事，黃承國本人也否認。
1999年，原木柵地區藍鷹幫老大的莊學忠（綽號：聰仔、忠哥；2004年病逝），據傳受天道盟第二任盟主「圓仔花」鄭仁治的邀請加入文山會擔任顧問一職。

2019年，警清剿天道盟文山會餘黨「不點」柳堅鑠

## 最高幹部
- 會長：翁明勇（綽號「豆漿勇」）[3]
- 副會長：不明
- 顧問：蘇春徳
- 顧問：鄭仁（圓仔花）
- 委員長：不明
- 興隆分會：柳堅鑠
- 文山分會：程洸揚
  - 分會長：王坤彬
- 行動組組長：蔡昇夆
  - 副組長：陳宏碁